# Oliver Victor de Beaudre
Oliver-Victor de Beaudre né le 21 mai 1736 à Montfiquet (Calvados), mort le 15 août 1815 à Colombelles (Calvados), est un général français.

## État de service
Il entre en service le 11 février 1756, comme lieutenant dans le régiment du Soissonnais, et il obtient son brevet de capitaine le 22 février 1762.
Le 21 octobre 1791, il est nommé chef de brigade au 30e régiment d'infanterie de ligne, et il est promu Général de brigade le 11 septembre 1792.
Suspendu de son commandement le 6 août 1793 comme noble, il est admis à la retraite le 6 mars 1795.
Il meurt le 15 août 1815, à Colombelles.

## Sources
- http://www.napoleon-series.org/military/organization/c_frenchinf3.html
- Docteur Robinet, Jean-François Eugène et J. Le Chapelain, Dictionnaire historique et biographique de la révolution et de l'empire, 1789-1815, volume 1, Librairie Historique de la révolution et de l’empire, 900 p. (lire en ligne), p. 124.